# Pappas lilla flicka
Pappas lilla flicka (eng. A great deliverance, 1988) utkom på svenska 1989 i översättning av Madeleine Reinholdson och är en kriminalroman skriven av den prisbelönta författarinnan Elizabeth George. Det är hennes debutroman, även om "En högst passande hämnd" kronologiskt utspelar sig först. Här börjar samarbetet mellan de båda kriminalarna, den adlige och rike Thomas Lynley och Barbara Havers från arbetarklassen.

## Handling
Lynley och Havers kallas till den lilla byn Keldale Valley. Roberta Tey hittas bredvid det halshuggna liket av sin far. "Jag gjorde det" säger hon till prästen som gör den fasansfulla upptäckten. Men sen säger hon inget mer och hon vill inte berätta varför hon gjort det.
I byn firar även Lynleys vänner Simon och Deborah St James smekmånad. Simon är handikappad efter en bilolycka där Lynley var föraren. Lynley har haft ett förhållande med Deborah och är fortfarande kär i henne, men hon har valt Simon.
Utredningen bjuder på många överraskningar och grymma detaljer samt ett överraskande slut. 

## Televisering
Första delen i BBC-serien Kommissarie Lynley, som sändes första gången 12 och 13 mars 2001 i Storbritannien.